# Ute Schell
Ute Schell –también conocida por su nombre de nacimiento Ute Stange y su primer nombre de casada Ute Wagner– (Heubach, RDA, 2 de abril de 1966) es una deportista alemana que compitió para la RDA en remo.
Participó en tres Juegos Olímpicos de Verano, obteniendo dos medallas, oro en Seúl 1988 y bronce en Barcelona 1992, en la prueba de ocho con timonel, y el octavo lugar en Atlanta 1996, en la misma prueba.
Ganó seis medallas en el Campeonato Mundial de Remo entre los años 1985 y 1994.

## Palmarés internacional
| Representando a la RDA   |                               |                   |                    |
| Juegos Olímpicos         |                               |                   |                    |
| Año                      | Lugar                         | Medalla           | Prueba             |
| 1988                     | Seúl (Corea del Sur)          | Medalla de oro    | Ocho con timonel   |
| Campeonato Mundial       |                               |                   |                    |
| Año                      | Lugar                         | Medalla           | Prueba             |
| 1985                     | Malinas (Bélgica)             | Medalla de plata  | Ocho con timonel   |
| 1986                     | Nottingham (Reino Unido)      | Medalla de plata  | Ocho con timonel   |
| 1989                     | Bled (Yugoslavia)             | Medalla de oro    | Cuatro sin timonel |
| 1990                     | Tasmania (Australia)          | Medalla de bronce | Ocho con timonel   |
| Representando a Alemania |                               |                   |                    |
| Juegos Olímpicos         |                               |                   |                    |
| Año                      | Lugar                         | Medalla           | Prueba             |
| 1992                     | Barcelona (España)            | Medalla de bronce | Ocho con timonel   |
| Campeonato Mundial       |                               |                   |                    |
| Año                      | Lugar                         | Medalla           | Prueba             |
| 1993                     | Račice (República Checa)      | Medalla de bronce | Ocho con timonel   |
| 1994                     | Indianápolis (Estados Unidos) | Medalla de oro    | Ocho con timonel   |